# Schönbühlhorn
Le Schönbühlhorn est un sommet des Alpes bernoises, en Suisse, situé dans le canton du Valais, qui culmine à 3 854 m d'altitude. Avec, notamment, le Fiescher Gabelhorn au nord-ouest et le Grosses Wannenhorn et le Kleines Wannenhorn au sud-est, il fait partie des Walliser Fiescherhörner qui séparent le glacier d'Aletsch à l'ouest du glacier de Fiesch à l'est.